# 温贝托-迪坎普斯
温贝托-迪坎普斯是巴西马拉尼昂州的一个市镇。总面积2131.079平方公里，总人口24282人，人口密度11.4人/平方公里。